# Coudray (Mayenne)
Coudray – miejscowość i gmina we Francji, w regionie Kraj Loary, w departamencie Mayenne.
Według danych na rok 2010 gminę zamieszkiwało 856 osób, a gęstość zaludnienia wynosiła 78 osób/km².